# قلب من هاکبی
قلب من هاکبی (به انگلیسی: I Heart Huckabees) فیلمی محصول سال ۲۰۰۴ به کارگردانی دیوید او. راسل است. در این فیلم بازیگرانی همچون داستین هافمن، ایزابل هوپر، جود لا، جیسون شوارتزمن، لیلی تاملین، مارک والبرگ، نائومی واتس، آیلا فیشر، جونا هیل، ریچارد جنکینز، کوین دان، تیپی هدرن، سعید تغماوی، باب گانتون، تالیا شایر، جین اسمارت و شنایا توین ایفای نقش کرده‌اند.

## خلاصه داستان
«برنارد» و «یویان جافی» (هافمن و تاملین) زوجی هستند که یک آژانس کارآگاهی را می‌گردانند. کار آنان این است که زندگی مشتری‌های خود را زیرورو می‌کنند تا علت دل نگرانی‌های شان را کشف کنند…